# ينس كيفر
ينس كيفر (بالألمانية: Jens Kiefer)‏ هو مدرب كرة قدم ولاعب كرة قدم ألماني، ولد في 19 نوفمبر 1974 في زانكت إنغبرت في ألمانيا. لعب مع بوروسيا نوينكيرشن ونادي بيرمازنز.

## وصلات خارجية
- ينس كيفر على موقع قاعدة بيانات كرة القدم.إي يو (الإنجليزية)
- ينس كيفر على موقع بيانات كرة القدم. دي إي (الألمانية)
- ينس كيفر على موقع عالم كرة القدم.نت (الإنجليزية)